# Рафаэль (испанский певец)
Миге́ль Рафаэ́ль Ма́ртос Са́нчес (исп. Miguel Rafael Martos Sánchez; род. 5 мая 1943, Линарес, Испания), известный как Рафаэль, — испанский эстрадный певец с широким диапазоном сильного голоса и своеобразной манерой исполнения, сочетающей интернациональный вокал со специфически испанскими приёмами фламенко.

## Биография
Родился 5 мая 1943 года в городе Линаресе (провинция Хаэн, Андалусия). В 1946 году его семья переехала в Мадрид.
Один из первых современных певцов Испании, вышедших на эстрадные площадки всего мира. Рафаэль начал петь с трёх лет, в четыре года пел в хоре. У себя на родине его называют Соловьём и Дивом Линареса. В девять лет в Зальцбурге (Австрия) его голос был признан лучшим в Европе.
Огромную популярность Рафаэль получил в Латинской Америке. В 1975 году он вёл свою собственную телепередачу, где встречался и пел с выдающимися звёздами мира. Вместе со своей женой Наталией Фигероа у него была и своя программа на радио. У них с женой родились дети Хакобо, Алехандра и Мануэль.
Большую популярность в СССР певцу принёс музыкальный фильм 1968 года «Пусть говорят». После такого успеха на фирме «Мелодия» по лицензии фирмы Hispavox (Испания) в 1974 году вышел двойной альбом «Поёт Рафаэль» (С 04603-4, С 04605-6), пользовавшийся повышенным спросом. В 1971 году певец дал 11 аншлаговых концертов в Советском Союзе.
Обладатель 49 «платиновых», 327 «золотых» дисков и одного «уранового», символических ключей от Нью-Йорка, Лос-Анджелеса, Чикаго и Майами.
В 2009 году начал многомесячный тур по странам мира с программой «50 лет на сцене».Диски с записью этой программы стали платиновыми в ряде стран.
В декабре 2020 года на испанском телевидении вышел документальный фильм о связях Рафаэля с СССР и с Россией — RAPHAEL. Desde Rusia con amor («РАФАЭЛЬ. Из России с любовью»).

## Фильмография
| Год  |     | Русское название                                         | Оригинальное название   | Роль           |
| ---- | --- | -------------------------------------------------------- | ----------------------- | -------------- |
| 1963 | ф   | Близнецы                                                 | Las gemelas             | певец          |
| 1966 | ф   | Когда тебя нет                                           | Cuando tú no estás      | Рафаэль        |
| 1967 | ф   | На закате солнца                                         | Al ponerse el sol       | Давид Алонсо   |
| 1968 | ф   | Пусть говорят                                            | Digan lo que digan      | Рафаэль Гандиа |
| 1969 | ф   | Сорванец                                                 | El golfo                | Панчо          |
| 1970 | ф   | Ангел                                                    | El Angel                | Ангел          |
| 1971 | ф   | Не простившись                                           | Sin un adiós            | Марио Лейва    |
| 1973 | ф   | Вновь родиться                                           | Volveré a nacer         | Алекс          |
| 1974 | ф   | Рафаэль в Рафаэле                                        | Rafael en Raphael       |                |
| 1978 | с   | Где кончается дорога                                     | Donde termina el camino | Мануэль        |
| 1993 | тф  |                                                          | ¡Dale Loly!             |                |
| 1999 | кор |                                                          | Mi novio es bakala      | сварщик        |
| 2015 | ф   | Моя большая ночь (в российском прокате «Убойный огонек») | Mi gran noche           | Альфонсо       |